# X2: The Threat
X2: The Threat (zapis stylizowany: X²: The Threat) – kontynuacja gry komputerowej X: Beyond the Frontier.
Stworzona została przez niemieckie studio Egosoft i w Polsce wydana w 2004 roku przez hurtownię Play w polskiej wersji językowej. Gra należy do gatunku space-sim, jednak walka jest tylko jednym z aspektów rozgrywki.
W X2, podobnie jak w pozostałych grach serii, gracz cieszy się dużą swobodą i może robić wiele różnych rzeczy:
- Zaciągnąć się do sił obronnych jednej z kilku zamieszkujących wszechświat ras.
- Wybudować własne fabryki, a następnie zatrudnić do niej innych pilotów
- Stworzyć potężne floty i podbić za ich pomocą galaktykę
- Handlować towarami, korzystając z realistycznego silnika ekonomicznego

X2 doczekało się kontynuacji – X³: Reunion, która została wydana w Polsce przez Topware Interactive.